# Appias nero
Appias nero Wallace, 1867, è una farfalla della famiglia delle Pieridae.
È probabilmente l'unica specie al mondo interamente arancione.
Le femmine sono simili ai maschi, ma presentano un bordo nero attorno alle ali e una fascia nera sulle ali posteriori.

## Stadi giovanili
Poco si sa del bruco di questa specie, salvo che si alimenta a spese delle Capparidacee.

## Distribuzione e habitat
Ampiamente diffusa dall'India alla Birmania, Malaysia, Filippine e Celebes.